# Project64
Project64 är en TV-spelsemulator med öppen källkod för Nintendo 64 till Microsoft Windows, som släpptes i sin första version 2001. Emulatorn har fått bra kritik, och programmet är gratis att använda.

## Historik
Senaste stabila versionen av programmet är version 1.6, som släpptes den 1 april 2005.
Version 1.7 finns släppt i en betaversion och den beräknades att bli färdig 2008 men den blev inte färdig. Version 1.7 ska innehålla nya funktioner som möjlighet att spela över LAN och internet.
Den 25 december 2012 meddelade en av utvecklarna att version 2.0 ska släppas som betaversion och den 1 april 2013 släpptes källkoden och programmet förklarades som öppen källkod.